# Leslie Stuart Greening
Leslie Stuart Greening; (Saint John's, Antigua, 1902-1986[cita requerida]). Administrador colonial caribeño, al servicio del Reino Unido. Fue designado Administrador de las islas de Antigua y Barbuda entre 1946 y 1947, y luego fue transferido a la Administración Colonial de San Cristóbal y Nieves (1947-1949).
| Predecesor: F.S. Harcourt        | Administrador de Antigua y Barbuda 1946-1947      | Sucesor: Richard St. John Ormerod Wayne |
| Predecesor: James Dundas Harford | Administrador de San Cristóbal y Nieves 1947-1949 | Sucesor: Frederick Mitchell Noad        |

- Datos: Q5973800